# Гонгинское
Гонгинское — пресноводное озеро на территории Винницкого сельского поселения Подпорожского района Ленинградской области.

## Общие сведения
Площадь озера — 5,8 км², площадь водосборного бассейна — 87,7 км². Располагается на высоте 114,9 метров над уровнем моря.
Форма озера лопастная, продолговатая: оно почти на четыре километра вытянуто с юго-запада на северо-восток. Берега каменисто-песчаные, местами заболоченные.
С юго-западной стороны из озера вытекает протока, впадающая в Оренженское озеро, из которого берёт начало река Вытмуса, впадающая, в свою очередь, в Шокшозеро. Из последнего берёт начало река Шокша, впадающая в Оять, левый приток Свири.
У юго-западной оконечности Гонгинского озера располагается деревня Великий Двор, к которой подходит дорога местного значения 41К-712.
Код объекта в государственном водном реестре — 01040100811102000015685.